# Cameron Finley
Pour les articles homonymes, voir Finley.
Cameron Finley est un acteur américain, né le 30 août 1987 à Garland, Texas (États-Unis).

## Biographie
Cameron Finley s'est surtout fait distinguer pour avoir joué le rôle de Travis dans Ainsi va la vie avec Sandra Bullock, en 1998, alors qu'il avait onze ans. il a également joué dans Alerte à Malibu.

## Filmographie

### Cinéma
- 1993 : Gilbert Grape (What's Eating Gilbert Grape) : Doug Carver
- 1993 : Un monde parfait (A Perfect World) : Bob Fielder, Jr.
- 1994 : 8 secondes (8 Seconds) : Young Lane Frost
- 1995 : Takedown
- 1997 : Petit Poucet l'espiègle (Leave It to Beaver) : Theodore 'Beaver' Cleaver
- 1998 : Ainsi va la vie (Hope Floats) : Travis

### Télévision
- 1994 : Nord et Sud 3 (Heaven & Hell: North & South, Book III) (minisérie) : Gus
- 1995 : Les Tourments du destin (A Woman of Independent Means) (minisérie) : Drew #1
- 1995 : Coach (série télévisée, épisode Is It Hot in Here, or Is It Me?: Part 2) : enfant en colère
- 1995 : Walker, Texas Ranger (série télévisée, épisodes Blue Movies et Final Justice) : Little Phil / Zack Jamison
- 1995 : Une petite ville bien tranquille (Deadly Family Secrets) (téléfilm) : Timothy Pick
- 1995 : Lonesome Dove : Le Crépuscule (Streets of Laredo) (téléfilm) : Ben Parker
- 1996 : Don't Look Back (téléfilm) : Jeremy
- 1996 : Les Anges du bonheur (Touched by an Angel) (série télévisée, épisode The Violin Lesson) : Matt
- 1998 : The Lionhearts (série télévisée d'animation) : Spencer Lionheart (voix)
- 1998-1999 : Alerte à Malibu (Baywatch) (série télévisée, plusieurs épisodes saisons 9 et 10) : Tanner Sloan
- 1999 : Secrets partagés (Three Secrets) (téléfilm) : Spencer
- 2000 : Le Grand amour (One True Love) (téléfilm) : Corey
- 2000 : Perfect Game (téléfilm) : Kanin 'Canine' Crosby
- 2000 : Vacances sucrées-salées (Time Share) (téléfilm) : Max
- 2000 : Static Choc (Static Shock) (série télévisée d'animation, épisode Child's Play) : deuxième garçon (voix)